# ŽNK Neretva Metković
ŽNK Neretva je hrvatski ženski nogometni klub iz grada Metkovića.

## Povijest
Krajem veljače 2014. godine na incijativu Nevena Majića, Nina Šešelja i Ante Borasa osnovan je ženski nogometni klub Neretva kao jedna od selekcija NK Neretve. Prvi trener bio je Neven Majić koji je vodio treninge do ljeta, kada mu je kao pojačanje u stožer došao Duško Mijoč.
Krenulo se s pripremama za prvu službenu sezonu u 2. HNLŽ, a prvi rezultati rada došli su kada su Jelena Kešina,Ivana Kolovrat i Glorija Šimunović pozvane u kamp Hrvatske U-19 reprezentacije. Prvu sezonu u 2. HNLŽ klub završava na 2. mjestu, a kadetkinje su se plasirale na završnicu prvenstva Hrvatske i osvojile 4. mjesto.
Druga sezona u 2. HNLŽ donosi puno ozbiljniji rad, s trenerom Josipom Radićem i novim predsjednikom Ivicom Mijočem.
Kroz sezonu se prošlo furiorzno, što je osiguralo plasman u 1. HNLŽ, a kadekinje su osvojile 1. mjesto u Dalmaciji i 3. u Hrvatskoj.
7 cura dobilo je pozive u reprezentativne selekcije. Ulazak među najbolje klubove u Hrvatskoj donio je i igračka pojačanja, a sezonu su kraju 5. mjestom priveli treneri Duško Mijoč i Josip Radić, uz asistenciju sportskog direktora Ante Borasa. U drugu prvoligašku sezonu krenulo se s novim trenerom Antom Markotom i njegovim pomoćnikom Duškom Mijočem, a voditeljica marketinga postala je Magdalena Kraljić.

## Stadion
ŽNK Neretva koristi stadione NK Neretve i ONK Metkovića, ovisno o raspoloživosti.